# Drawień
Drawień (deutsch Trabehn) ist ein Dorf in der polnischen Woiwodschaft Westpommern. Es gehört zur Gmina Szczecinek (Landgemeinde Neustettin) im Powiat Szczecinecki (Neustettiner Kreis).

## Geographische Lage
Das Kirchdorf liegt in Hinterpommern, westlich der Küddow (poln. Gwda), etwa sieben Kilometer südwestlich der Stadt Hammerstein (Czarne), zwölf Kilometer südöstlich von Neustettin (Szczecinek) und siebzig Kilometer südöstlich von Köslin (Koszalin).

## Geschichte

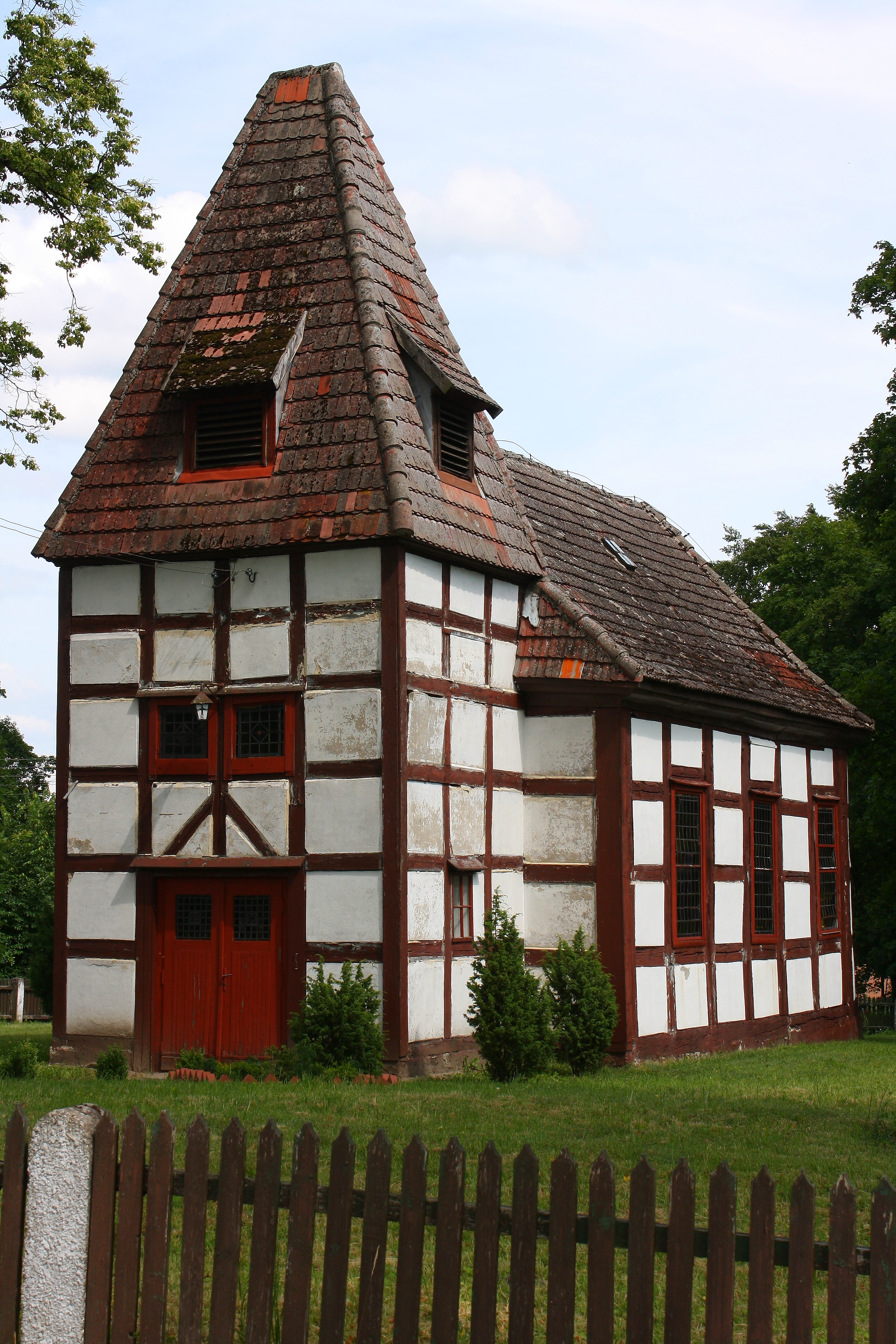
Dorfkirche, bis 1945 Gotteshaus der evangelischen Gemeinde Trabehn

Bei einer Grenzregulierung wurde der Ort 1378 als Heide Tribbene bezeichnet, Wohnort der Familie Lemmeke (Lembcke); deren Sohn war Klaves, Herr auf Tribbene (1370–1440), auf den Peter to der Soltenische (Soltnitz) und Tribbene (1415–1500) folgte.
Am Ende des 18. Jahrhunderts war Trabehn ein Lehndorf mit einer Kapelle, vier Vorwerken und dem Vorwerk Grünebüche. Seit mehreren Jahrhunderten war hier die hinterpommerschen Familie Lembcke eingesessen, die in einer Urkunde vom 14. Januar 1584 hier wie auch in Soltnitz mit Hans und dessen Söhnen Joachim und Friedrich erwähnt wird. Viele Söhne dieser Familie hatten als Soldaten bei der preußischen Armee gedient. Laut einem Bericht der Stettiner Regierung vom 16. Mai 1794 hatte das Gut Trabehn 1771 einen Wert von 4821 Talern.
Während Frankreichs Feldzug gegen Preußen wurde der Ort am 2. Januar 1807 nach Angaben des Hauptmanns a. D. Lembcke, der hier ansässig war, von mit Napoleon I. verbündeten polnischen Truppen geplündert, die bei Hammerstein über die Grenze zwischen Westpreußen und Pommern vorgerückt waren.
Um das Jahr 1896 befand sich das Gut Trabehn mit Branntweinbrennerei im Besitz der Familie Bredow im Ort Bredow bei Nauen.
Am 1. April 1927 betrug die Flächengröße des Guts Trabehn 877 Hektar, und am 16. Juni 1925 wurden im Gutsbezirk 262 Einwohner gezählt.
Die Gemeindefläche von Trabehn war Anfang der 1930er Jahre 11,3 km² groß, und auf ihr standen 46 bewohnte Wohnhäuser an zwei verschiedenen Wohnorten:
- Grünbüch
- Trabehn

Bis 1945 bildete Trabehn eine Landgemeinde im Landkreis Neustettin in der preußischen Provinz Pommern des Deutschen Reichs. Das Dorf war Sitz des Amtsbezirks Trabehn.
Gegen Ende des Zweiten Weltkriegs besetzte im Frühjahr 1945 die Rote Armee die Region. Nach Beendigung der Kampfhandlungen wurde Trabehn zusammen mit Hinterpommern seitens der sowjetischen Besatzungsmacht der Volksrepublik Polen zur Verwaltung überlassen. Von der polnischen Behörde wurde das Dorf nun unter der Bezeichnung „Drawień“ verwaltet. In der Folgezeit wurde die einheimische Bevölkerung von der polnischen Administration aus dem Kreisgebiet vertrieben.

### Demographie
| Jahr | Einwohner | Anmerkungen |
| ---- | --------- | --- |
| 1783 | –         | Dorf mit vier kleinen Vorwerken, dazu dem auf der Feldmark gelegenen Vorwerk Grünebüche, und einer Kapelle, 23 Feuerstellen (Haushaltungen) |
| 1818 | 129       | Dorf und Kapelle, adlige Besitzung |
| 1825 | 163       | Dorf mit einer Kapelle und den Vorwerken Grünbüche, Grüneiche und Hohenholz                                                                 |
| 1852 | 310       | Dorf |
| 1864 | 329       | am 3. Dezember, Gemeindebezirk und Gutsbezirk                                                                                               |
| 1867 | 339       | am 3. Dezember, davon 148 im Dorf und 191 im Gutsbezirk                                                                                     |
| 1871 | 316       | am 1. Dezember, davon 143 im Dorf (141 Evangelische und zwei Katholiken) und 175 im Gutsbezirk (172 Evangelische und drei Katholiken)       |
| 1885 | 379       | am 1. Dezember, davon 209 im Dorf (207 Evangelische und zwei Katholiken) und 170 im Gutsbezirk (157 Evangelische und 13 Katholiken)         |
| 1910 | 384       | am 1. Dezember, davon 197 im Gemeindebezirk und 187 im Gutsbezirk                                                                           |
| 1925 | 433       | davon 429 Evangelische und vier Katholiken                                                                                                  |
| 1933 | 402       | [ 18 ] |
| 1939 | 421       | [ 18 ] |

## Kirche
Die Kirche von Trabehn war bis 1945 Mutterkirche der evangelischen Pfarrei Trabehn. Die Stelle des Küsters der Kirche wurde im 19. Jahrhundert vom Dorflehrer betreut.